# Blosxom
Blosxom是一套用Perl写的网志程序（它同时也是一个简单的内容管理系统），开发者为Rael Dornfest。不同于多数网志程序，它使用文件系统而不是数据库管理系统来保存数据。
Blosxom采取了最小化的设计。它本身是一个Perl脚本，所有的设定都是在这个脚本里完成的。所有网志文章的数据用纯文本文件来保存。这个文件里描述了标题、可选的摘要、相关插件的信息，以及文章的征文。显示风格可以通过创建末班文件来添加，这在Blosxom中称为flavor。Blosxom 可以像一个CGI脚本来运行，也可以生成静态的HTML文件。在默认情况下，Blosxom可以显示最近的文章、内容分类，并且按照发表时间排序（并以此生成PermaLink），同时可以输出RSS。它可以通过很多插件来扩产功能。
Blosxom被用各种程序设计语言重写过。比如用Python写的PyBlosxom、用Java写的Blojsom（页面存档备份，存于）、用Clojure写的Clojsom、用Ruby写的Blosxonomy和Hobix、以及用PHP写的Blosxom.PHP。

## 延伸阅读
- 科利·多克托罗. . . 奥赖利出版社. 2002. ISBN 0596003889.
- Paul Bausch,  Jim Bumgardner. . . 奥赖利出版社. 2006. ISBN 0596102453.

## 注解和引用
1. ↑  .   [2011年7月7日]. （原始内容存档于2011年7月8日）.